# ویتنی هیوستون (آلبوم)
«ویتنی هیوستون» (به انگلیسی: Whitney Houston) آلبومی از ویتنی هیوستون است که در سال ۱۹۸۵ میلادی منتشر شد.